# Kimitsu
Kimitsu (jap. 君津市 Kimitsu-shi) – miasto w środkowej części Japonii (prefektura Chiba) na głównej wyspie Honsiu (Honshū). 
Miasto zajmuje powierzchnię 318,81 km². W 2020 r. mieszkało w nim 82 249 osób, w 35 352 gospodarstwach domowych  (w 2010 r. 89 166 osób, w 33 914 gospodarstwach domowych).

## Miasta partnerskie
- Japonia: Kamogawa
- Korea Południowa: Ŭiwang